# Josep Capellades
Josep Capellades (Martorell, 1610 - Montserrat, 1 de gener de 1688) va ser un monjo benedictí, membre de la comunitat de Montserrat, escriptor i músic català.
Va néixer a Martorell el 1610. Va prendre l'hàbit de monjo el 4 de gener de 1627 al monestir de Montserrat. Al cenobi va fer estudis d'escriptura de la mà del pare Jeroni Lloret, esdevenint-ne un dels deixebles més eminents, i també de música.
A més de ser un excel·lent músic, va tenir gran fama com a teòleg, literat i humanista. Va ser examinador sinodal de Barcelona i mestre de teologia. Va ocupar també les primeres destinacions en la religió benedictina, com ara prior major de Montserrat i lector de casos, vicari a les viles de Monistrol i després d'Olesa, lector d'escriptura a Perpinyà, i més tard de Vic.
Va deixar diverses obres escrites, però, a diferència del seu mestre, que havia trobat mecenatge en l'abat Bartomeu Garriga, Capellades no va poder publicar-les per falta de fons i van romandre inèdites. Arran d'això es van perdre amb motiu de la crema del monestir per les tropes franceses el 1811. Es diu que la seva obra fou molt admirada pels seus contemporanis. El pare Capellades va tenir honors d'abat de Montserrat, motiu pel qual el seu cadàver va ser enterrat al lloc dels abats.

## Obres
- Nomina et epítet, Seatce Mesrice Virginia: un volum en foli.
- Epítet, ejusdem: quatre volums.
- Additionis pro complement Silvce alegoriarum patrimoni Fr Jeronimi Laureta: quatre toms en foli.
- De scriptoribus benedictini: un volum en foli.
- Dicta SS. PP. de Mysterio Sanctissimce Trinitatis: un volum.
- Jesus Maria Scopus vitos nostroe: quatre volums.

Només s'ha conservat l'Onomatologia Beatae Virginis Mariae, inèdita, en la qual va recollir un total de 7.640 epítets donats pels Pares de l'Església i autors eclesiàstics a la Mare de Déu.